# 清风乡
清风乡，是中华人民共和国四川省资阳市简阳市曾经下辖的一个乡。2019年12月，撤销清风乡、董家埂乡，设立董家埂镇，以原清风乡五马桥村、尊恭村、付家坪村、盘湾村、宋家湾村、板庙村、小河村和原董家埂乡所属行政区域为董家埂镇的行政区域，将原清风乡谢塘村、枇杷村、干里沟村、潘家沟村、汪家桥村、三清庙村、藕塘村、万角村、鄢家坪村所属行政区域划归芦葭镇管辖。

## 行政区划
清风乡撤销前下辖以下地区：
板庙村、付家坪村、干里沟村、藕塘村、潘家沟村、盘湾村、三清庙村、宋湾村、万角村、汪家桥村、五马桥村、小河村、谢塘村、尊恭村、鄢家坪村和枇杷林村。